# عالهوا سوا (برنامج تلفزيوني)
عالهوا سوا بالعربية alhawasawa بالإنجليزية هو برنامج على طريقة تلفزيون الواقع لاختيار زوج مناسب لعدة متباريات من جنسيات عربية مختلفة

## فكرة البرنامج
من إعداد معد البرنامج إبراهيم مشورب (شركة Signature للإنتاج) ومن إخراج المخرج ميلاد أبي رعد، صاحب فكرة البرنامج، كريم أسعد (شركة Breeze للإنتاج وتم تنفيذ الديكورات في <<فيللا المشرف>> التي تسكنها فتيات البرنامج، لتصورهن الكاميرا على مدار الساعة، وتبث كل ما يفعلنه على قناة خاصة تابعة لشبكة راديو وتلفزيون العرب،
فكرة البرنامج قائمة على انتقاء ثماني فتيات يعشن معاً لمدة ثلاثة شهور تحت عين الكاميرا لا يسمح لهن في اثنائها بالمغادرة أو الالتقاء بأحد عدا ضيوف البرنامج الذين اختارتهم إدارة القناة التلفزيونية بفويسي الذي كان أحد أسباب نجاح البرنامج والذي أدلى بحديث عن جحود بنات الهوا سوا ميشال أبو سليمان أو «فويسي» كما كان يطلق عليه، كان عبارة عن صوت من دون صورة، صلة الوصل مع الفتيات عالج جميع مشاكلهن بروية وهدوء ودون انفعال 
الهدف من المشاركة هو انتقاء عريس من بين من يتقدم لخطبة كل منهن. وكما في بقية برامج تلفزيون الواقع، يكون تصويت الجمهور هو الحكم الذي يختار (عروس الهوا سوا) والجائزة مغرية للعروسين، سكن مؤقت وشهر عسل ومبلغ من المال في البنك ليبدآ حياتهما معاًُ إضافة إلى حفل الزفاف الذي ينقل على الهواء مباشرة ويتكفل البرنامج بنفقاته.
شاركت في البرنامج فتيات من لبنان والمغرب وتونس والجزائر ومصر وسوريا. اكتسب البرنامج شعبيته من طرافة المواقف التي نشأت بين الفتيات ومعاركهن اليومية الصغيرة والخلافات ونوبات البكاء والمصالحة على مدار الساعة. ودارت منافسة طريفة بين جمهور المصوتين وتشكلت عبر الانترنيت مجموعات مساندة لكل فتاة تتحاور فيما بينها وتحث بعضها على تكثيف التصويت.

### تدني نسبة المشاهدة
بدأ البرنامج بالتراجع مع انسحاب فتاتين منه بعد اقل من شهر على الشروع به. ومع تصاعد عملية التصويت، يبدأ العد التنازلي فتغادر كل اسبوع الفتاة التي كانت اقلهن حظوة لدى المشاهدين، ولم تبق سوى ثلاث فتيات للتنافس على اللقب. وبدأت عملية اختيار العرسان عن طريق عرض اشرطة فيديو للمتقدمين للزواج كي تنتقي الفتاة احدهم ليكون زوج المستقبل. وارتبك البرنامج ثانية حين اعلنت احداهن انسحابها لأنها لم تقتنع بأي من المتقدمين لزواجها. بقيت فتاتان اختارت كل منهما عريساً لها، وظل التصويت مستمراً حتى الليلة الاخيرة التي يفترض ان تعلن فيها الخطوبة الرسمية بحضور الاهل وينتهي البرنامج بإعلان اسم الفائزة. وقبل الإعلان عنها في خمس دقائق فجرت إحدى الفتاتين مفاجأتها للجمهور ولادارة البرنامج معاًُ برفضها الزواج من الشاب الذي اختارته والذي كان حاضراً ينظر بذهول إلى ما يحدث.
وذلك بانتظار أن يتقدم لهن العرسان ويصوت الجمهور على ما إذا كان كل عريس مناسباً للفتاة التي يطلب أن يعرفها أكثر، فإذا وافقت على التعرف عليه (إي على حكم المشاهدين) اتصل بها هاتفياً ثم صار يتردد على الفيللا، أما إذا لم توافق فسيكون عليها أن تنسحب من البرنامج. عدد المشاركات تقلص من ثماني إلى ست فتيات. وذلك بعد انسحاب سولينا عوف (فلسطين) وزينة قباني (لبنان) لأسباب لم تتضح كاملة في ما خلا احتجاجهما على وعود متفق عليها ولم تنفذ من قبل شركة breeze, وبقاء ريتا لحود (لبنان)، ميرفت فوعاني (لبنان)، سندس غموقي (تونس)، نجاح (تونس)، رنا السوّا (سوريا)، وشيماء عبيد (مصر).
ميرفت صبحى وزوجها عبد الكريم بعد الفرح الذي قيل إنه أسطوري وفوجئ الملايين بأنه فرح أقل من العادي (هل انجبا - هل ما وزالا يعيشان سويا وكثير من الأسئلة تدور في أذهان المشاهدين
كما اختفت كل أخبار ميشال أبو سليمان أو الشهير.. «فويسي» أبسط مايمكن أن يطلق عليه تسمية (الأب الروحي) لصبايا عالهوا سوا كما إعترفن هن طوال ليالي البرنامج.

## انتقادات خلال العرض وبعده
قالت عائشة قرباص بتأثر أمام الكاميرا قبل دقائق من ختام البرنامج صدقوني. ما بدي أتزوج. ارجوكم ارجوكم... سأتكلم عندما أخرج من هنا."
وكانت قرباص قد وافقت في وقت سابق على الزواج من حسام عمر الديب وهو مصري كان يجلس في غرفة المعيشة المجاورة «لغرفة الحقيقة» حيث صدمت قرباص الجمهور بتغيير رأيها المفاجيء.
ورد «صوت» البرنامج الذي أطلق عليه البرنامج اسم فويسي وهو الصلة بين الفتيات وإدارة البرنامج والجمهور بأن هذا تصرف غير لائق بالمرة.
وقال أحد أفراد الجمهور في رسالة عبر الهاتف المحمول نشرت على شريط أسفل شاشة التلفزيون «عائشة سخرت منكم جميعا.»
وشهد البرنامج واقعة أخرى في وقت سابق من الاسبوع عندما اعادت السلطات اللبنانية حسام من مطار بيروت رافضة منحه تأشيرة سياحية.
وكتبت صحيفة السفير اللبنانية في الاونة الاخيرة بعد أن انسحبت بعض المتسابقات تقول المرء يتساءل لماذا لا توقف الشركة المنتجة البرنامج بعد كل المشاكل التي واجهها.
وبعد دقائق من تفجير قرباص قنبلتها اختار المشاهدون من خلال التصويت اللبنانية مرفت فوعاني من لبنان عروسا للهوا سوا لتفوز مع المتقدم للزواج اللبناني عبد الكريم عساف بشهر عسل في ماليزيا بالإضافة إلى جائزة مالية وشقة للزوجية وحفل زفاف.
تم اختتام البرنامج بسرعة خاطفة بإعلان المتبارية الوحيدة المتبقية بوصفها الفائزة، وهذه بطبيعة الحال نتيجة ضعيفة لبرنامج استمر ثلاثة أشهر على مدى الساعة وصرفت عليه الملايين وحظي بمتابعة جماهيرية كبيرة.
أخذ البعض على هذا البرنامج انه حول المرأة إلى سلعة تعرض ليأتي الخاطبون للزواج منها فيما رأى آخرون انها استنساخ معاصر لطريقة الزواج التقليدية وهي شبيهة بفكرة الخاطبة التي تدور على العوائل تعرض صور الفتيات الراغبات بالزواج وتعدد مزاياهن، والبرنامج لم يفعل أكثر من ذلك، اذ غرض بالصورة والصوت مجموعة من الفتيات في انتظار من يتقدم لخطبتهن. تجري حالياً الاستعدادات لإطلاق الدورة الثانية من هذا البرنامج، ولا شك في ان القائمين عليه سيدرسون نقاط الضعف التي اربكت البرنامج ويسعون إلى تلافيها وفي مقدمتها وضع ضوابط تمنع انسحاب الفتيات من البرنامج بعد الموافقة على المشاركة فيه.
أما شيماء فبعد أن هاجمت إدارة عالهوا سوا وقالت إن لديها أسرار ضد إدارة البرنامج

## المشتركات
- لبنان ريتا لحود
- لبنان ميرفت فوعاني (الرابحة)
- تونس سندس غموقي
- تونس نجاح نصري
- سوريا رنا السوّا
- مصر شيماء عبيد
- المغرب أمل عاطف
- الجزائر عائشة قرباص الأغواطية[5]
- فلسطين سولينا عوف
- لبنان زينة قباني

## النتيجة النهائية
عائشة الجزائرية شاركت في البرنامج وهي تعرف شخصا لبنانيا اسمه «صلاح» تعرفت اليه عبر الإنترنت، وكان الاتفاق بينهما بأن يقدم نفسه للزواج عبر البرنامج. ولكن «ما كل مايتمناه المرء يدركه» حيث رفض صلاح التقدم للزواج عبر البرنامج، وكانت «عائشة» تنتظر صلاح واضطرت إلى إرسال اصدقاء له لاقناعه بالعدول عن قراره. وكما شاهدتم خرجت عائشة من البرنامج وتزوجت صلاح. أما المتسابقة نجاح نصري فقد ظهرت في رمضان في مسلسل عيش أيامك مع نور الشريف
الرابحة ميرفت صبحى وزوجها عبد الكريم عساف بعد الفرح الذي قيل إنه أسطوري وفوجئ الملايين بأنه فرح أقل من العادي وعقد في 13 مايو 2004 بعد زواج دام سبعة أشهر فقط في شهر ديسمبر عبر قناة الحرة أعلنت طلاقها
وقد ظهرت خلال برنامج تقدمه هيام أبو شديد وذكرت ان سبب طلاقها ان المشاكل بدأت بينها وبين عريسها بعد البرنامج مباشرةً وانها اكتشفت انه تزوجها فقط لكي يحصل على المادة والهدايا التي قدمها البرنامج لهما وهذه الجوائز كانت عبارة عن:-
- منزل زوجية لمدة 10 سنوات.
- جائزة مالية قدرها 25,000 دولار أمريكى.
- طقم مجوهرات يقدم للعروس.
- شهر عسل في ربوع ماليزيا الساحرة.